# Macrosteles nubila
Macrosteles nubila är en insektsart som beskrevs av Ossiannilsson 1936. Macrosteles nubila ingår i släktet Macrosteles och familjen dvärgstritar. Inga underarter finns listade i Catalogue of Life.